# Rocchetta Nervina
Rocchetta Nervina är en ort och kommun i provinsen Imperia i regionen Ligurien i Italien. Kommunen hade 291 invånare (2018).